# 米を食べるとバカになる
米を食べるとバカになる（こめをたべるとバカになる）は、昭和の日本で提唱された栄養の概念。日本で米離れが起きたきっかけであった。米食低脳論とも言われる。
アメリカ合衆国のGHQによる対日戦略（小麦政策）が発端で提唱されたネガティブ・キャンペーンであり（日本に小麦を輸入させ、米を余らせる）、減反政策による令和の米不足の遠因となった。

## 内容
慶應義塾大学医学部の教授である林髞(小説家としてのペンネーム、木々高太郎としても知られる)が1958年に著した書籍である、『頭脳―才能をひきだす処方箋』の中で提唱されていた。この書籍は発売から3年で50刷にもなったほどの当時のベストセラーであった。この書籍によると日本が欧米に劣っているのは米を食べているからということであった。だからせめて子供の主食だけはパンにした方が良いとしていた。大人は米で育てられてしまっており悪条件が重なっているのだから諦めようとしていたが、子供たちの将来だけは我々とは違って頭が良く働くようになり、アメリカ人やソ連人と対等に話ができるように育てようと呼びかけていた。
林によると頭の働きにはどうしてもたんぱく質が必要であり、そのたんぱく質を分解する眠りによる回復にはどうしても炭水化物が必要とのことであった。当時に分かってきたことというのは脳髄が働くにはたんぱく質が分解してできる窒素化合物であるプラス物質とマイナス物質が必要であり、プラス物質が生じるにはビタミンB類が必要とのことであった。そしてもしビタミンB類が欠乏すれば頭の正しい働きができなくなるとのことであった。ビタミンB類があっても白米を食べたならばその消費に用いられてしまうために脳の方で用いるのに不足する。このため日本ではいつもビタミンB類が不足した働きしかできない頭脳のまま成長しているために大人になってから不都合なことが起こっていたとのことであった。
有坪民雄は、彼の説が大きな影響を与えて、昭和30年代にパンが普及した裏で米に対するネガティブキャンペーンが行われていたとしている。当時の小麦食品業界は林を活用して「米を食べると馬鹿になる」というパンフレットを作成して数十万枚も配布するということもしていた。高野孟は、戦後の厚生省がGHQの主張した小麦政策（「欧米的な食生活は日本のそれよりも優秀だ」という言質）を無批判に受け入れ、林の主張を援用する形で「栄養改善運動」を実施したと主張している。そのため、日本人の米の消費量は減少し、「コメ余り」となり、減反政策が実施された。